# Antoni Barata i Matas
Antoni Barata i Matas (a vegades s'ha confós el seu segon cognom també com a Barata) (Matadepera, 21 de febrer de 1772 – Barcelona, 4 de febrer de 1850) va ser un advocat i polític català.

## Biografia
Era fill del camperol Joan Barata, del mas la Barata i d'Antònia Matas. Antoni posseïa una vinya a Tiana en la qual hi feu l'experiment de plantar-hi també tarongers tant en règim de secà com en de regadiu. Va començar la seva carrera com un dels advocats de la Reial Audiència.
El 1821 es va casar amb Angela Bringas Iruegas, filla del famós Intendent dels Reals Exèrcits i Proveïdor d'Utensilis dels Reals Exèrcits, Vila de Madrid i les seves immediacions i Llocs Reals, Don Francisco Bringas Presilla. El casament fou celebrat poc abans que abandonés la cartera de Ministre d'Hisenda que va ocupar durant part (del 4 de març de 1821 al 31 d'octubre de 1821) del Trienni Liberal.

### La Guerra del Francès
Ja de jove fou un liberal convençut influït per les idees de la Revolució francesa, però això no l'impedí d'oposar-se a l'ocupació napoleònica. En començar la Guerra del Francès fou designat vocal de la Junta Superior de Catalunya entre 1808 i 1811, organisme que el nomenà intendent de la província de Tarragona (segons altres fonts: intendent de Catalunya) i fou membre de la comissió d'Hisenda. Per la seva experiència prèvia, des de Tarragona també se'l va nomenar membre de la comissió judicial que havia de substituir les funcions de la Reial Audiència situada a Barcelona, ja que la ciutat estava en mans dels francesos. Després Barata va anar a Cadis, on fou nomenat membre de la Junta de Crédito Público creada per les Corts allí reunides.

### El retorn dels borbons
Antoni Barata va poder passar desapercebut amb l'arribada de Ferran VII i el restabliment de l'absolutisme el 1814, ja que va continuar ocupant responsabilitats de la burocràcia central, i de fet va arribar ser nomenat director general del Crèdit Públic.
Durant el breu Trienni liberal el també breu cap del govern Eusebio Bardaxí el va nomenar ministre d'Hisenda entre el 4 de març i el 31 d'octubre de 1821. Acabat el trienni se'l va tornar al lloc de director general del Crèdit Públic.
Un cop mort de Rei el 1833 fou breument subdelegat de Foment a Barcelona i director de la Reial Caixa d'Amortització. Des de foment va incitar l'ajuntament barceloní a crear la Societat Econòmica d'Amics del País. Posteriorment fou escollit procurador (diputat) a les Corts espanyoles de 1834, en les quals els liberals radicals el van qualificar d'immobilista. El 1840 fou reelegit com a diputat, i el 1844 esdevenia senador vitalici, sempre a les llistes moderades tot i que no arribà a jurar el càrrec. Llur trajectòria fou valorada per acabar esdevenint membre del Consell Reial i degà de la Secció d'Hisenda.

## Altres càrrecs
Al llarg de la seva vida Barata també fou el director de l'empresa minera Veterano Cabeza de Hierro, i fins a la seva mort va executar la funció de comissari regi al Banc de Barcelona. I era membre de l'Acadèmia de Bones Lletres des del 1820.